# Via Aemilia Scauri

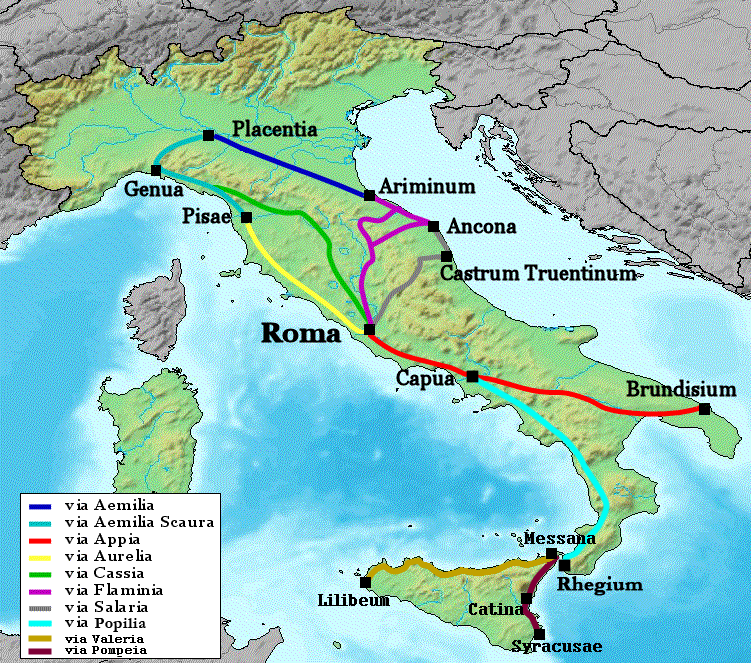
Tracé de la Via Aemilia Scauri en bleu clair.

La Via Aemilia Scauri est une ancienne voie romaine construite par le censeur Marcus Aemilius Scaurus vers 107 av. J.-C.

## Route
Il s'agit principalement d'une route côtière qui reliait Placentia à Pise, en passant par Gênes. 
La Via Aemilia Scauri fusionnait avec la Via Postumia pour devenir la Via Julia Augusta.